# 波格丹·托绍维奇
波格丹·托绍维奇（1918年8月28日—1941年8月），克罗地亚男子水球运动员。他曾代表南斯拉夫国家队参加1936年夏季奥林匹克运动会水球比赛，获得第十名。